# Прігорень
Прігорень, Прігорені (рум. Prigoreni) — село у повіті Ясси в Румунії. Входить до складу комуни Іон-Некулче.
Село розташоване на відстані 317 км на північ від Бухареста, 39 км на захід від Ясс.

## Населення
За даними перепису населення 2002 року у селі проживали 699 осіб, усі — румуни. Усі жителі села рідною мовою назвали румунську.